# Festidanz
Festidanz es un festival que se desarrolla en las mismas fechas y en el mismo recinto que Festimad, aproximadamente desde que acaban los conciertos de Festimad, a las 2 de la mañana, hasta las 7 de la mañana. Cuenta con 6 ediciones, siendo la primera en el año 2002 y la última hasta la fecha en el año 2007.
Este festival tiene lugar en 2 escenarios:
- Festidanz Carpa: Se desarrolla en la carpa, que acoge previamente a la mayoría de grupos nacionales que acuden a Festimad. Los estilos musicales predominantes en Festidanz Carpa son el house y el techno.
- Festidanz Boxes: Este escenario está exclusivamente dedicado a Festidanz, y permite escuchar estilos musicales como el tech house y el freestyle.[2]

Dado que la oferta musical de Festidanz difiere en gran manera de la oferta de Festimad, se permite que las personas interesadas en acudir a Festidanz puedan comprar entradas para este festival en particular, siendo éstas independientes de las entradas de un único día o de los abonos que facilitan la entrada a Festimad.